# Omphale flavifrons
Omphale flavifrons är en stekelart som beskrevs av Christer Hansson 1996. Omphale flavifrons ingår i släktet Omphale och familjen finglanssteklar. Inga underarter finns listade i Catalogue of Life.